# Силинг (Оклахома)
Силинг (англ. Seiling) — город в округе Дьюи в американском штате Оклахома. По данным переписи населения США 2020 года, численность населения составляла 850 человек.

## Население
| 2010 | 2020 |
| ---- | ---- |
| 860  | ↘850 |